# Джига
Джи́га (итал. giga, англ. jig) — быстрый старинный танец, зафиксированный в XVI веке на британских островах. Музыкальный размер 3/8, 6/8, 9/8 или 12/8 (в зависимости от разновидности). В настоящее время джига — одна из основных мелодий исполнения ирландских и шотландских танцев, прочно отождествляющаяся с кельтской культурой. От британской джиги произошёл быстрый барочный танец жига (фр. gigue), распространившийся в XVII веке во Франции.

## История джиги

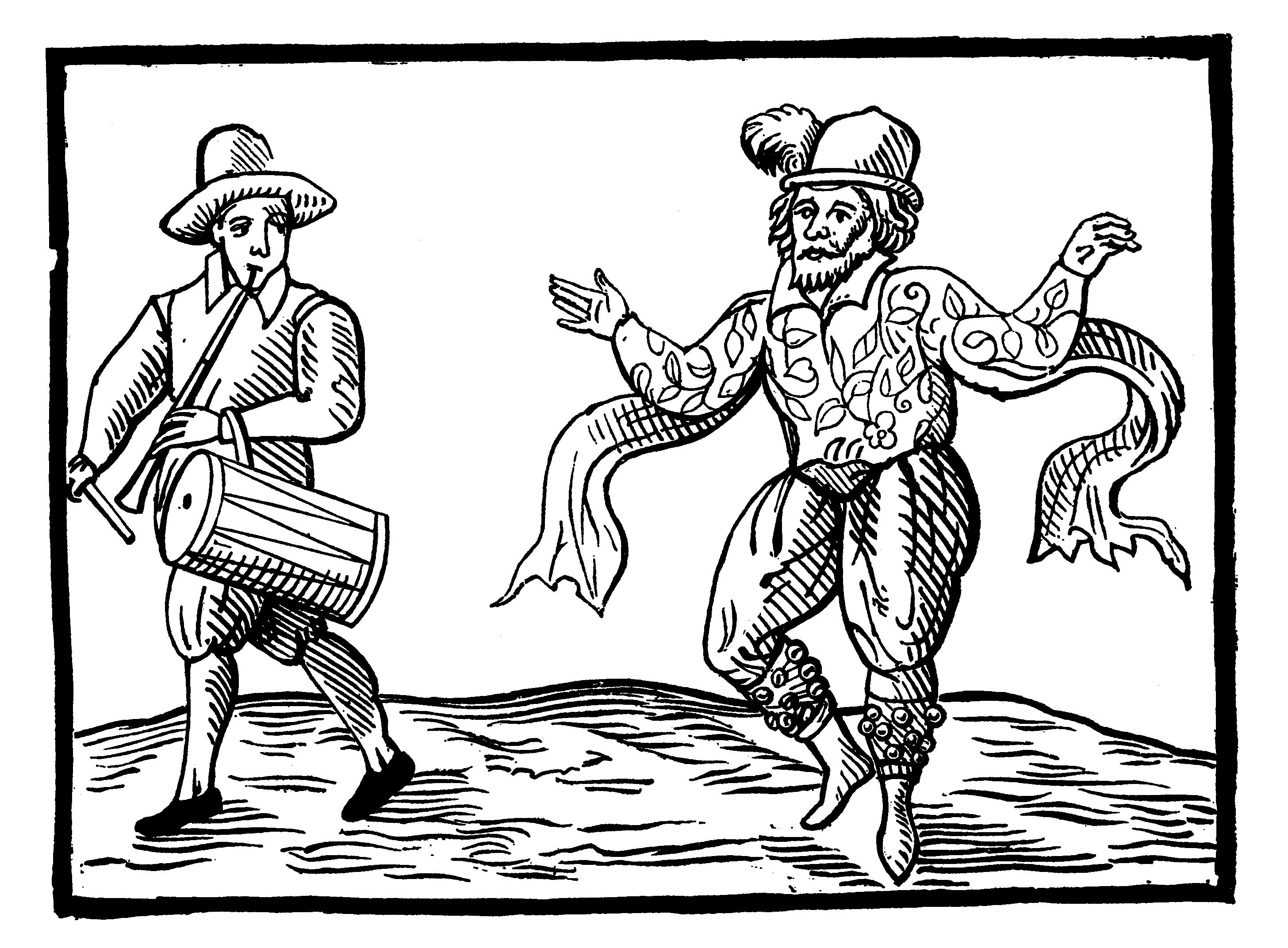
Уильям Кемп (справа) танцует джигу. Иллюстрация из книги «Девятидневное чудо Кемпа» (1600)

В XII веке жигой называлась маленькая скрипка, на которой играли музыку для танцев; один из которых и получил своё название от этого инструмента (ср. «джига» — смычковый инструмент, род ребека).
Первоначально джига была парным танцем; однако среди моряков распространилась в качестве сольного, очень быстрого танца комического характера. Уильям Шекспир в своих пьесах подчёркивал скоморошный характер джиги. Вскоре джига проникла и в профессиональную музыку. Пьесы под этим названием встречаются в английских вёрджинельных и лютневых сборниках XVI века. B XVII веке джига вошла в танцевальный быт многих стран Западной Европы, хотя в разных странах её развитие шло по-разному.
На рубеже XVII—XVIII веков общеевропейское значение приобрела итальянская джига. Именно она вошла в качестве заключительной части в предклассические сонаты и сюиты Арканджело Корелли, Антонио Вивальди, Ж. Ф. Рамо. Финал Бранденбургского концерта № 5 Баха, не имея обозначения джиги, также обнаруживает присущий этому танцу характер.
Вытесненная из европейского салонного быта новыми танцами (менуэт, гавот и другими), джига на протяжении XVIII века постепенно утрачивает значение и в профессиональной музыке. В дальнейшем джига бытовала главным образом в народе, удачно сохранившись до наших дней в Ирландии и Шотландии. В XX веке некоторые композиторы вновь обращаются к джиге, как к музыкальному жанру. B их числе Клод Дебюсси («Образы», 1912), И. Ф. Стравинский («Концертный дуэт», 1932; септет, 1952-53), Макс Регер (op. 36, 42, 131c), Арнольд Шёнберг (op. 25 и 29).

## Джига в ирландских танцах
Джига является одной из самых популярных мелодий в ирландских танцах. Она представлена в нескольких вариантах. В зависимости от скорости мелодии, в которой исполняется танец, выделяют сингл-джигу, дабл-джигу и требл-джигу. В зависимости от обуви, в которой исполняется танец, выделяют лайт- и хэви-джигу. Совершенным особняком стоит слип-джига, исполняемая на особый ритм 9/8 и исключительно в мягкой обуви.

### Сингл-джига
Сингл-джига (англ. The Single Jig) — одна из самых простых танцевальных мелодий, танцуется в музыкальном размере 6/8 или реже 12/8. Этот тип джиги не исполняется широко на гэльских фестивалях в Соединённых Штатах, но зато весьма распространён в Европе. На соревнованиях, как правило, эти джиги танцуют учащиеся начального и среднего уровней. Сингл-джига исполняется в мягкой обуви.

### Дабл-джига
Дабл-джига (англ. The Double Jig) может исполняться как в мягкой обуви, так и в жёсткой обуви с отбиванием ритма. Если она исполняется в жёсткой обуви, то иногда она относится к хэви-джиге исполняемой на 6/8 такта.

### Трэбл-джига
Трэбл-джига (англ. The Treble Jig) исполняется в жёстких ботинках, под музыкальный размер 6/8. Это ещё более медленная и размеренная разновидность джиги. Танец характеризуется прыжками, пируэтами и махами. Многие танцевальные сеты исполняются в ритме тройной джиги — в частности это Drunken Gauger, Blackthorne Stick, The Three Sea Captains, и St. Patrick’s Day.
Во время гэльских фестивалей участники обязательно исполняют традиционные и нетрадиционные (медленные) тройные джиги. Новички танцуют трэбл-джигу на традиционной скорости (92 удара в минуту), в то время как более продвинутые танцоры должны танцевать нетрадиционную джигу (медленную) со скоростью 73 удара в минуту.
Двойная и тройная джиги, исполняемые в жёсткой обуви, также называются хэви-джига (англ. The Heavy Jig).

### Скользящая джига
Слип-джига (англ. The Slip Jig) исполняется под музыкальный размер 9/8. Из-за более длинных фраз эта мелодия более медленная, чем рил или лайт-джига с тем же самым количеством тактов в музыке. Танец исполняется на очень высоких «полупальцах», и часто называется «ирландским балетом» из-за его изящных движений, которые как будто приподнимают танцора над сценой.
Слип-джига в настоящее время на соревнованиях исполняется исключительно женщинами, однако приблизительно до 1950 года по данному танцу проводились соревнования и среди мужчин, и парные. Начиная с 1980-х годов обсуждается вопрос о возвращении мужчин в соревнования по этому танцу. Слип-джига, танцуемая на 9/8, является наиболее изящным и грациозным танцем, исполняемым в мягкой обуви и выдвинутым на первый план в шоу Riverdance.
Слип-джига иногда называется слайд-джигой или хоп-джигой. Но иногда слайд-джигой называют и сингл-джигу.